# Kiyomitsu Kobari
Kiyomitsu Kobari (født 12. juni 1977) er en japansk tidligere professionel fodboldspiller.
Han har spillet for flere forskellige klubber i sin karriere, herunder Verdy Kawasaki, Vissel Kobe, Vegalta Sendai, Tochigi SC og Gainare Tottori.